# Onthophagus neomirabilis
Onthophagus neomirabilis är en skalbaggsart som beskrevs av Henry Fuller Howden 1973. Onthophagus neomirabilis ingår i släktet Onthophagus och familjen bladhorningar. Inga underarter finns listade i Catalogue of Life.